# Teodor Urbański

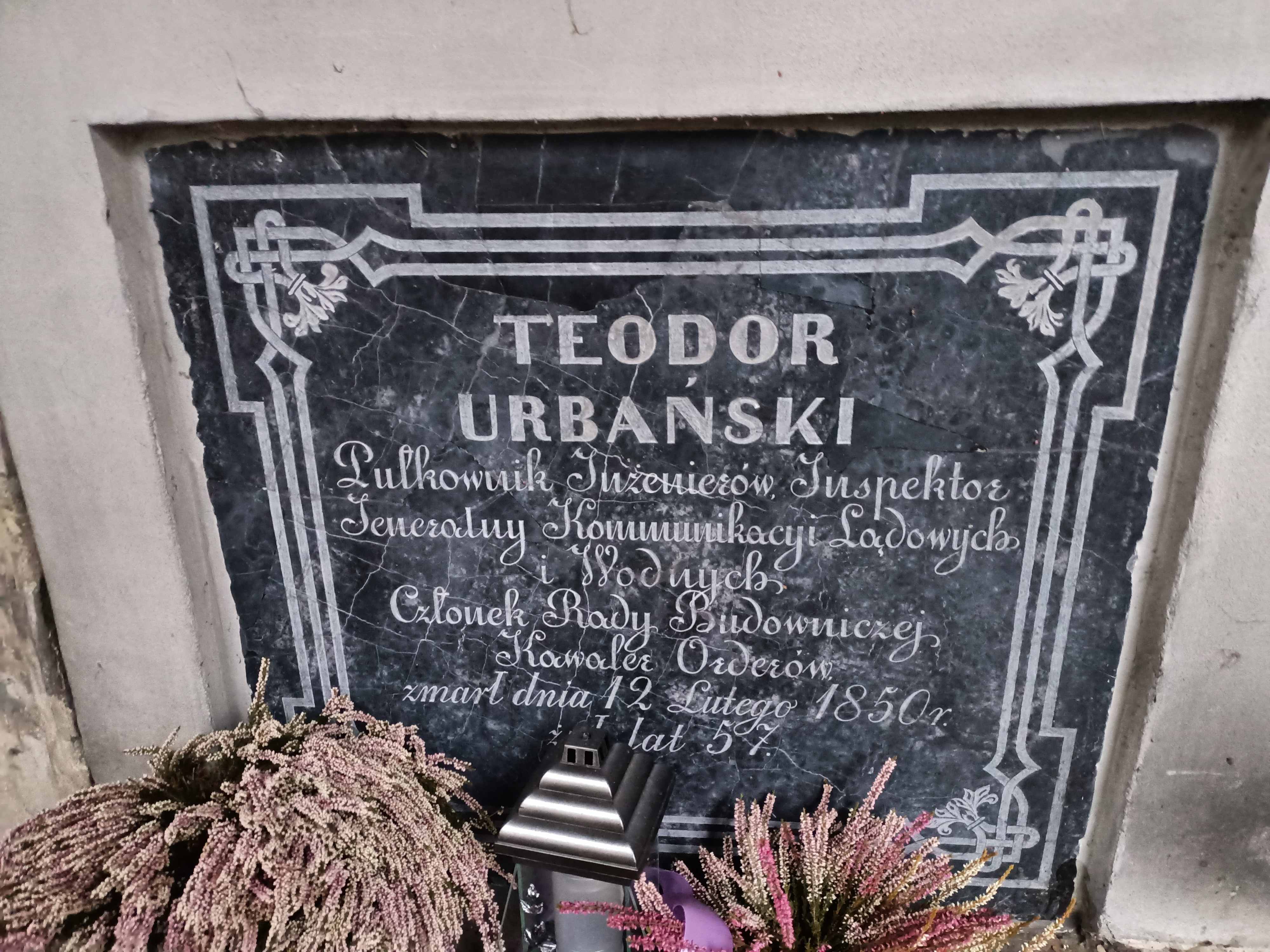
Grób Teodora Urbańskiego na cmentarzu Powązkowskim

Teodor Urbański (ur. 4 listopada 1792 w Wieruszowie w Kaliskiem, zm. 12 lutego 1850 w Warce), polski inżynier budownictwa wodnego, inspektor generalny Zarządu Komunikacji Lądowych i Wodnych Królestwa Polskiego.
Był założycielem i kierownikiem Szkoły Inżynierii Cywilnej Dróg i Mostów przy Uniwersytecie Warszawskim. W latach 1833–1839 nadzorował budowę Kanału Augustowskiego z ramienia Banku Polskiego. W 1836 sprawował nadzór nad budową mostu łyżwowego przez Wisłę w Płocku. W 1841 opracował plan ochrony Kalisza przed powodziami (Kaliski Węzeł Wodny), który został zrealizowany w latach 1842–1843.
Na zlecenie Henryka Łubieńskiego, inicjatora planu rozbudowy krajowego przemysłu rządowego w Królestwie Polskim, opracował projekt Kolei Warszawsko-Wiedeńskiej (konkurencyjny w stosunku do zrealizowanego projektu Stanisława Wysockiego).
Pochowany na cmentarzu Powązkowskim w Warszawie (katakumby rząd 102-6).